# Кодрянка
Кодрянка (рум. Codreanca) — село у Страшенському районі Молдови. Адміністративний центр однойменної комуни, до складу якої також входить село Лупа-Реча.

## Населення
За даними перепису населення 2004 року у селі проживали 2066 осіб.
Національний склад населення села:
| Національність       | Кількість осіб | Відсоток   |
| -------------------- | -------------- | ---------- |
| молдавани румуни     | 1998 55        | 96,7% 2,7% |
| українці             | 6              | 0,3%       |
| росіяни              | 4              | 0,2%       |
| гагаузи              | 1              | < 0,1%     |
| інша / без відповіді | 2              | 0,1%       |
| Всього               | 2066           | 100%       |